# Piloblephis
Piloblephis es un género monotípico de plantas con flores perteneciente a la familia Lamiaceae. Su única especie: Piloblephis rigida (Bartram ex Benth.) Raf., New Fl. 3: 53 (1838), es originaria de Norteamérica donde se distribuye por el sur de Georgia y Florida.

## Sinonimia
- Satureja rigida Bartram ex Benth., Labiat. Gen. Spec.: 354 (1834).
- Clinopodium rigidum (Bartram ex Benth.) Kuntze, Revis. Gen. Pl. 2: 515 (1891).
- Pycnothymus rigidus (Bartram ex Benth.) Small, Fl. S.E. U.S.: 1042 (1903).
- Piloblephis ericoides Raf., New Fl. 3: 53 (1838).[1]